# Estrada-Doktrin
Nach der Estrada-Doktrin ist jede (Nicht-)Anerkennung einer Regierung eine völkerrechtswidrige Einmischung in die inneren Angelegenheiten eines fremden Staates. Sie geht zurück auf Genaro Estrada Félix (1887–1937), der 1930–1932 Außenminister Mexikos war und der sie 1930 formulierte.
Die Estrada-Doktrin plädiert insofern dafür, sich jeder Anerkennung von Regierungen zu enthalten; sie ist damit der Gegenentwurf zur sogenannten Tobar-Doktrin.

## Rezeption
Bernd Loudwin schrieb 1983, auf zwei Quellen verweisend: „Ebenso wie die Tobar-Doktrin, die sich nicht durchgesetzt hat, blieb die Estrada-Doktrin im wesentlichen auf eine historisch-politische Rolle beschränkt.“